# Karl Ludwig von Ficquelmont

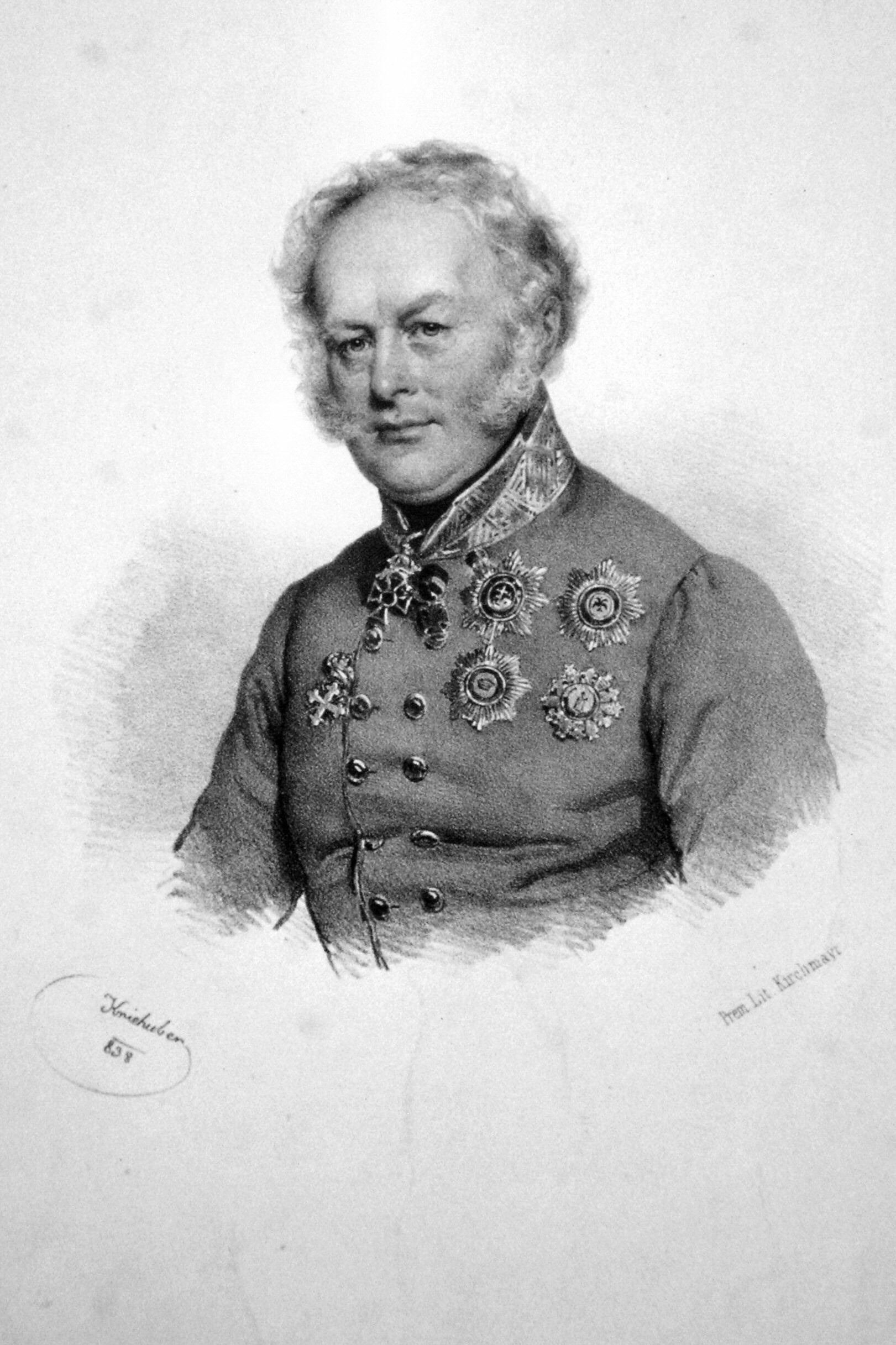
Rijksgraaf Ficquelmont

Rijksgraaf Karl Ludwig von Ficquelmont (Slot Dieuze, 23 maart 1777 – Venetië, 7 april 1857) was een Oostenrijks generaal en staatsman.

## Biografie
Ficquelmont was afkomstig uit een oud Lotharings adelsgeslacht en trad in Oostenrijkse legerdienst. In 1809 werd hij kolonel en later werd hij chef van de generale staf van het leger van aartshertog Ferdinand van Oostenrijk-Este. In 1814 werd hij bevorderd tot generaal-majoor en in die hoedanigheid bewerkstelligde hij in 1815 de overgave van Lyon.
Na afloop van de bevrijdingsoorlog nam hij deel aan verschillende diplomatieke missies. Van 1821 tot 1828 was hij gezant in het Koninkrijk der Beide Siciliën. In 1821 trouwde hij met Dorothea von Tiesenhausen (1804-1863), een dochter van Ferdinand von Tiesenhausen, een vleugeladjudant van tsaar Alexander I. In 1829 werd hij ambassadeur in Sint-Petersburg, waardoor hij een belangrijke beïnvloedingsfactor werd van Metternichs beleid jegens tsaar Nicolaas I. Nadien werd Ficquelmont nog bevorderd tot veldmaarschalk-luitenant (1830) en generaal der Cavalerie (1843).
In maart 1848 aanvaardde hij de ministerportefeuille Buitenlandse Zaken in de regering-Kolowrat. Nauwelijks een maand later werd Ficquelmont zelf minister-president van de Oostenrijkse regering. Omdat hij tot de partij van Metternich behoorde en als een vriend van Rusland werd gezien, werd hij begin mei echter al gedwongen tot aftreden. Hierna woonde hij in Wenen en Venetië, waar hij soirees met muzikale optredens en voordrachten organiseerde.